# Перейра (аэропорт)
Международный аэропорт Матеканья (исп. Aeropuerto La Florida), (ИАТА: PEI, ИКАО: SKPE) — коммерческий аэропорт, расположенный в черте города Перейра (департамент Рисаральда, Колумбия). Является запасным для аэропортов городов Армения, Картаго и Манисалес.

## Общие сведения
Строительство аэропорта велось с 1944 по 1946 годы, порт был открыт для самолётов 7 августа 1947 года.
Пассажирский терминал международного аэропорта Матеканья располагается на трёх этажах. На первом этаже находятся 15 стоек регистрации билетов и оформления багажа и два выхода для прибывших пассажиров. На втором этаже расположен общий зал ожидания, 20 офисов и два зала ожидания в стерильной зоне для пассажиров внутренних рейсов на 135 посадочных мест каждый, оборудованных телескопическими трапами. В стерильной зоне также работают бизнес-залы авиакомпании Avianca. Третий этаж полностью занят служебными помещениями аэропорта.

## Авиакомпании и пункты назначения

### Международные
| Город  | Аэропорт                       | Авиакомпания                     | Тип самолётов |
| ------ | ------------------------------ | -------------------------------- | ------------- |
| Панама |                                |                                  |               |
| Панама | международный аэропорт Токумен | Avianca / Copa Airlines Colombia | E190, B737    |

### Внутренние
| Город                             | Аэропорт                                                      | Aexpa | LAN Colombia | Avianca | Viva Colombia | Другие                 |
| --------------------------------- | ------------------------------------------------------------- | ----- | ------------ | ------- | ------------- | ---------------------- |
| Богота                            | международный аэропорт Эль-Дорадо                             |       | •            |         |               |                        |
| Богота                            | международный аэропорт Эль-Дорадо (терминал внутренних линий) |       |              | •       |               |                        |
| Букараманга                       | международный аэропорт Палонегро                              |       |              |         |               | EasyFly                |
| Картахена                         | международный аэропорт имени Рафаэля Нуньеса                  |       |              |         | •             |                        |
| Кондото                           | аэропорт Мандинга                                             | •     |              |         |               |                        |
| Медельин                          |                                                               |       |              |         |               |                        |
| аэропорт имени Энрике Олая Эрерры |                                                               | •     |              |         | ADA           |                        |
| Кибдо                             | аэропорт Эль-Караньо                                          | •     |              |         |               |                        |
| Сан-Андрес-и-Провиденсия          | международный аэропорт имени Густаво Рохаса Пинильи           |       |              |         |               | Copa Airlines Colombia |
| Санта-Марта                       | международный аэропорт имени Симона Боливара                  |       |              |         |               |                        |
| Всего: 8                          | Всего: 8                                                      | 2     | 2            | 2       | 2             | 3                      |

### Сезонные
| Город                    | Аэропорт                                              | Авиакомпания                              | Типы самолётов     |
| ------------------------ | ----------------------------------------------------- | ----------------------------------------- | ------------------ |
| Колумбия                 |                                                       |                                           |                    |
| Кали                     | международный аэропорт имени Альфонсо Бонилья Арагона | Aexpa                                     | C402B              |
| Сан-Андрес-и-Провиденсия | международный аэропорт имени Густаво Рохаса Пинильи   | Avianca / Copa Airlines Colombia / SATENA | A320 / E190 / E170 |